# Hănțești
Hănțești est une commune située dans le județ de Suceava, en Roumanie. Il est composé de trois villages : Arțari, Berești et Hănțești. 